# Aida Carro
Aida Carro Allegue (Puentedeume, Galicia, 11 de junio de 1994) es una exremera profesional española, que compitió en el Donostia Arraun Lagunak de la Liga Euskotren, la primera división española de traineras.

## Biografía
Comenzó su trayectoria en el Club de Remo Ares en el año 2004, imitando a su hermano, también remero Pedro Carro Allegue.  Durante esa etapa compitió tanto en banco móvil como en banco fijo, obteniendo Campeonatos Autonómicos, medallas de Campeonatos de España destacando dos Campeonatos de España de bateles en 2010 y 2012. Tras ocho años en el club, fichó Club de Remo San Felipe. Tras un parón, en 2016 volvió a remar, compitiendo durante dos años en la Liga Gallega de Traineras con el Club de Remo A Cabana. En el año 2018, fichó por el club Donostia Arraun Lagunak
Durante tres temporadas compaginó competiciones de bateles y trainerillas en Galicia, con la Liga Euskotren en verano.
Con el club Donostia Arraun Lagunak obtuvo dos banderas en la Liga Euskotren además de un segundo, un tercer y un cuarto puesto en la Bandera de la Concha.
Ha sido entrenadora de categorías bases en el Club de Remo Ares y en el Club de Remo de Narón.
Ha recibido distintos reconocimientos como el del colectivo Rampla, por la pasión dedicada al remo.
Está graduada en Matemáticas por la Universidad de Santiago de Compostela y tiene formación pedagógica

## Clubes
| Club                        | País   | Año         |
| --------------------------- | ------ | ----------- |
| Club de Remo Ares           | España | 2004 - 2012 |
| Club de Remo San Felipe     | España | 2013 - 2014 |
| Club Remo A Cabana - Ferrol | España | 2016 - 2017 |
| Donostia Arraun Lagunak     | España | 2018 - 2020 |